# 罗科索夫斯基林荫路站 (莫斯科中央环线)
罗科索夫斯基林荫路站（羅馬化：Bulvar Rokossovskogo），是莫斯科中央环线的一个车站。得名于1公里外的罗科索夫斯基元帅林荫道。开通于2016年9月10日。车站有2个侧式站台。可换乘莫斯科地铁索科利尼基线罗科索夫斯基林荫路站，距离约200米。有计划建设换乘通道。